# Safttapet
Safttapeter er vægtæpper, hvorpå man malede motiver. Ofte var safttapeterne en billig erstatning for de kostbare vævede gobeliner. Deres udbredelse var navnlig stor i 1700-tallet, men man har kendskab til malede vægtæpper tilbage til 1400-tallet. 

## Begrebet safttapet
Begrebet "safttapet" dækker sandsynligvis over den anvendte maling, hvis farvetilsætning blandt andet blev udvundet af planteudtræk, dvs. plantesaft. Til safttapeter anvendte man en blanding af akvarel og temperamaleri. Disse farver er letflydende og vandige og kunne med god vilje godt minde om frugtsaft. Heraf stammer navnet.

## Teknikken
Udgangspunktet for et safttapet var ligesom for et traditionelt maleri et lærred. Da man som før nævnt ofte tilstræbte at eftergøre de vævede tapeter, benyttede man eksempelvis repsvævet hør, hvor skudtrådene er tykkere end kædetrådene. Hermed fik opnåede man en grovere struktur, der minder om billedvævninger. Modsat et traditionelt malerilærred blev safttapeterne ikke grundede, da man derved ville sløre den vævede stofkarakter. Motiverne maledes med limfarve, hvor bindemidlet har været gummi arabicum eller lignende. Limfarven skulle være transperent, igen for at undgå at udviske stoffets struktur. 

## Historie
De malede tæpper kendes tilbage fra 1400-årene. Desuden kunne væverierne ty til at slippe lidt lettere fra et besværligt parti ved at male begrænsede udsnit. Men safttapeternes storhedstid falder naturligt sammen med gobelinernes, altså 1600- og 1700-tallet. Boligkulturen krævede nu, at hjemmene havde mange præsentable rum. At ophænge ægte vævede tæpper i alle rum var for mange en al for uoverkommelig investering. Selv på de kongelige slotte, f.eks. Fredensborg Slot, ved man, at gemakkerne blev udsmykket med safttapeter. Derudover fandt man dem både i adelens og borgerskabets huse. Mod slutningen af 1700-tallet gik vægtæpper af mode. Og safttapeterne led en særlig hård skæbne, da de ikke repræsenterede nogen større værdi. Mange af dem blev smidt ud eller anvendt til andre formål. Fra at have været en hverdagsting blev de sjældenheder. Der er kun kendskab til en 5-10 eksamplarer i Danmark i dag, fordelt på henholdsvis Nationalmuseet, Rosenborg, Ledreborg og Rosenholm.